# Cryptocarya turbinata
Cryptocarya turbinata es una especie de planta fanerógama perteneciente a la familia de las lauráceas. Es originaria de Fiyi.

## Taxonomía
Cryptocarya turbinata fue descrita por John Wynn Gillespie y publicado en Bernice P. Bishop Museum Bulletin 83: 7. 1931.
Sinonimia
- Cryptocarya glaucescens var. pacifica Burkill[3]